# Poa lachenensis
Poa lachenensis är en gräsart som beskrevs av Henry John Noltie. Poa lachenensis ingår i släktet gröen, och familjen gräs. Inga underarter finns listade i Catalogue of Life.